# Élections européennes de 2019 au Luxembourg
Les élections européennes de 2019 au Luxembourg ont eu lieu le 26 mai 2019 afin d'élire les six députés européens représentants le Luxembourg au Parlement européen.
Bien que le retrait du Royaume-Uni de l'Union européenne modifie la répartition des sièges au Parlement européen, le Luxembourg élira en 2019 le même nombre de députés qu'en 2014, soit six députés.

## Contexte
Au niveau européen, le scrutin intervient dans un contexte inédit. La mandature 2014-2019 a en effet vu intervenir plusieurs événements susceptibles d'influer durablement sur la situation politique européenne, comme le référendum sur l'appartenance du Royaume-Uni à l'Union européenne en 2016, l'arrivée ou la reconduction au pouvoir dans plusieurs pays de gouvernements populistes (en Hongrie en 2014, en Pologne en 2015, en Autriche en 2017 et en Italie en 2018) et l'adoption de l'Accord de Paris sur le climat en 2015. Les élections interviennent alors que la Commission européenne est dominée depuis 15 ans par le Parti populaire européen (PPE) et l'Alliance des libéraux et des démocrates pour l'Europe (ALDE) ; la Commission sortante, présidée par Jean-Claude Juncker, rassemble des membres du PPE, de l'ALDE et du Parti socialiste européen (PSE).

## Organisation

### Mode de scrutin
Les six eurodéputés luxembourgeois sont élus au suffrage universel direct dans une circonscription unique à l’échelle du pays. L'élection se tient au scrutin proportionnel plurinominal pour départager les listes de six candidats présentées par les partis. Les électeurs peuvent soit voter pour les six candidats d'une liste, soit panacher les bulletins de vote pour sélectionner six candidats de différentes listes.
Chaque parti se voit ensuite attribuer un nombre de sièges proportionnel au nombre total de suffrages exprimés pour ses candidats, les sièges étant alors attribués aux candidats de ce parti ayant obtenu le plus de voix.
Il n'y a pas de seuil électoral à atteindre et les sièges sont attribués selon la méthode d'Hondt.

### Calendrier
Selon la loi électorale de 1976, les élections européennes de 2019 devraient normalement se tenir entre le jeudi 6 et le dimanche 9 juin, conformément aux dates auxquelles se sont tenues les premières élections européennes au suffrage direct — du jeudi 9 au dimanche 12 juin 1979. Toutefois, si le Conseil européen le décide à l’unanimité, il peut proposer de nouvelles dates dans une période de temps donnée, après avoir en premier lieu consulté les députés européens.
En avril 2018, le Parlement européen approuve les dates du scrutin en séance plénière. Les élections européennes se tiendront entre le 23 et le 26 mai 2019. Quant au niveau national, c'est le règlement grand-ducal du 28 janvier 2019 qui fixe au 26 mai 2019 la date des opérations électorales.

## Campagne électorale

### Déroulement de la campagne

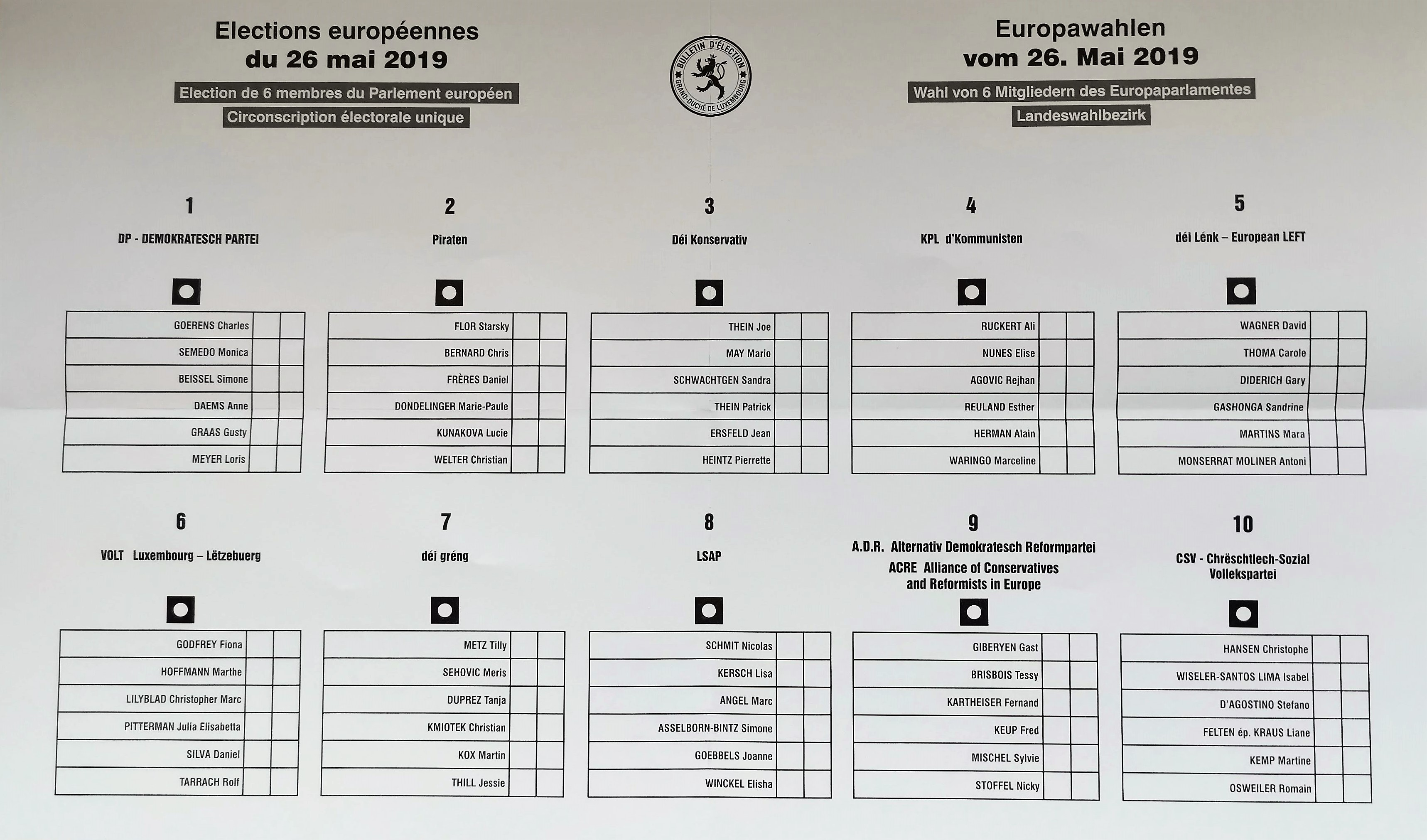
Bulletin de vote pour les élections au Parlement européen.

Le jeudi 11 avril 2019, dans le cadre de consultations à l'échelle européenne, la tête de liste de la droite européenne et candidat à la succession de Jean-Claude Juncker, Manfred Weber (CSU), s'est rendu au Luxembourg, au siège du Parti populaire chrétien-social (CSV), afin de lancer un appel à ne pas voter pour des populistes le 26 mai.
À la suite du décès du Grand-duc Jean et de l’annonce d'un deuil national jusqu'au 4 mai,, les quatre principaux partis politiques luxembourgeois — le Parti populaire chrétien-social (CSV), le Parti démocratique (DP), le Parti ouvrier socialiste luxembourgeois (LSAP) et Les Verts (déi Gréng) — reportent le début de la campagne électorale pour les élections européennes au 29 avril,.
Pour la première fois, la campagne médiatique des élections européennes qui se tient du 29 avril au 24 mai est sous l'égide de l'Autorité luxembourgeoise indépendante de l'audiovisuel (abrégé en ALIA). Cet établissement public à caractère administratif qui existe depuis le 1er décembre 2013 a pour mission principale la surveillance du contenu des programmes de télévision et de radio ayant une licence luxembourgeoise.
À l'instar des élections législatives du 14 octobre 2018, la campagne d'affichage anime les tensions entre plusieurs partis politiques comme le Parti populaire chrétien-social (CSV) et le Parti réformiste d'alternative démocratique (ADR). En raison de certaines affiches électorales endommagées, le parti populiste dénonce les exactions du CSV mais celui-ci s'en défend mettant en cause les conditions météorologiques récentes. À la veille du scrutin, tôt dans la matinée, des panneaux électoraux sont incendiés à Stegen.
Début mai, une polémique est née du refus de la télévision luxembourgeoise de diffuser les spots électoraux en français du parti La Gauche (déi Lénk). En désaccord avec cette décision, le parti a posé une question parlementaire urgente au Premier ministre Xavier Bettel. Ce dernier ne souhaite pas s'impliquer dans les échanges entre l'ALIA, les partis politiques et les médias concernés. Finalement, l'ALIA a informé RTL qu’une très large majorité des partis présentant une liste en vue des élections européennes, s’est accordée pour accepter l’usage de la langue française, à côté de la langue luxembourgeoise,.
Le magazine économique et financier Paperjam organise un grand débat télévisé le 15 mai au siège d'ING Luxembourg en vue des élections européennes. Le débat, animé par Matthieu Croissandeau et Thierry Raizer, réunit les représentants des principaux partis en lice autour du thème : « Europe: la dernière chance ? »,.

## Résultats
| Partis                   | Partis                                            | Voix      | %     | +/-   | Sièges | +/-           | Groupe    |
| ------------------------ | ------------------------------------------------- | --------- | ----- | ----- | ------ | ------------- | --------- |
|                          | Parti démocratique (DP)                           | 269 259   | 21,43 | 6,66  | 2      | 1             | RE        |
|                          | Parti populaire chrétien-social (CSV)             | 265 105   | 21,10 | 16,56 | 2      | 1             | PPE       |
|                          | Les Verts (Gréng)                                 | 237 615   | 18,91 | 3,9   | 1      | en stagnation | Verts/ALE |
|                          | Parti ouvrier socialiste luxembourgeois (LSAP)    | 153 396   | 12,21 | 0,48  | 1      | en stagnation | S&D       |
|                          | Parti réformiste d'alternative démocratique (ADR) | 126 084   | 10,03 | 2,5   | 0      | en stagnation |           |
|                          | Parti pirate (PPL)                                | 96 830    | 7,71  | 3,48  | 0      | en stagnation |           |
|                          | La Gauche (Lénk)                                  | 60 812    | 4,84  | 0,92  | 0      | en stagnation |           |
|                          | Volt Luxembourg                                   | 26 528    | 2,11  | Nv    | 0      | Nv            |           |
|                          | Parti communiste luxembourgeois (KPL)             | 14 334    | 1,14  | 0,35  | 0      | en stagnation |           |
|                          | Les Conservateurs (Konservativ)                   | 6 661     | 0,53  | Nv    | 0      | Nv            |           |
| Total des voix           | Total des voix                                    | 1 256 624 | 100   |       |        |               |           |
|                          |                                                   |           |       |       |        |               |           |
| Votes valides            | Votes valides                                     | 218 177   | 90,74 |       |        |               |           |
| Votes blancs et nuls     | Votes blancs et nuls                              | 22 267    | 9,26  |       |        |               |           |
| Total                    | Total                                             | 240 444   | 100   | -     | 6      | en stagnation | -         |
| Abstentions              | Abstentions                                       | 44 991    | 15,76 |       |        |               |           |
| Inscrits / Participation | Inscrits / Participation                          | 285 435   | 84,24 |       |        |               |           |

Les six députés élus au Luxembourg pour la neuvième législature du Parlement européen sont :

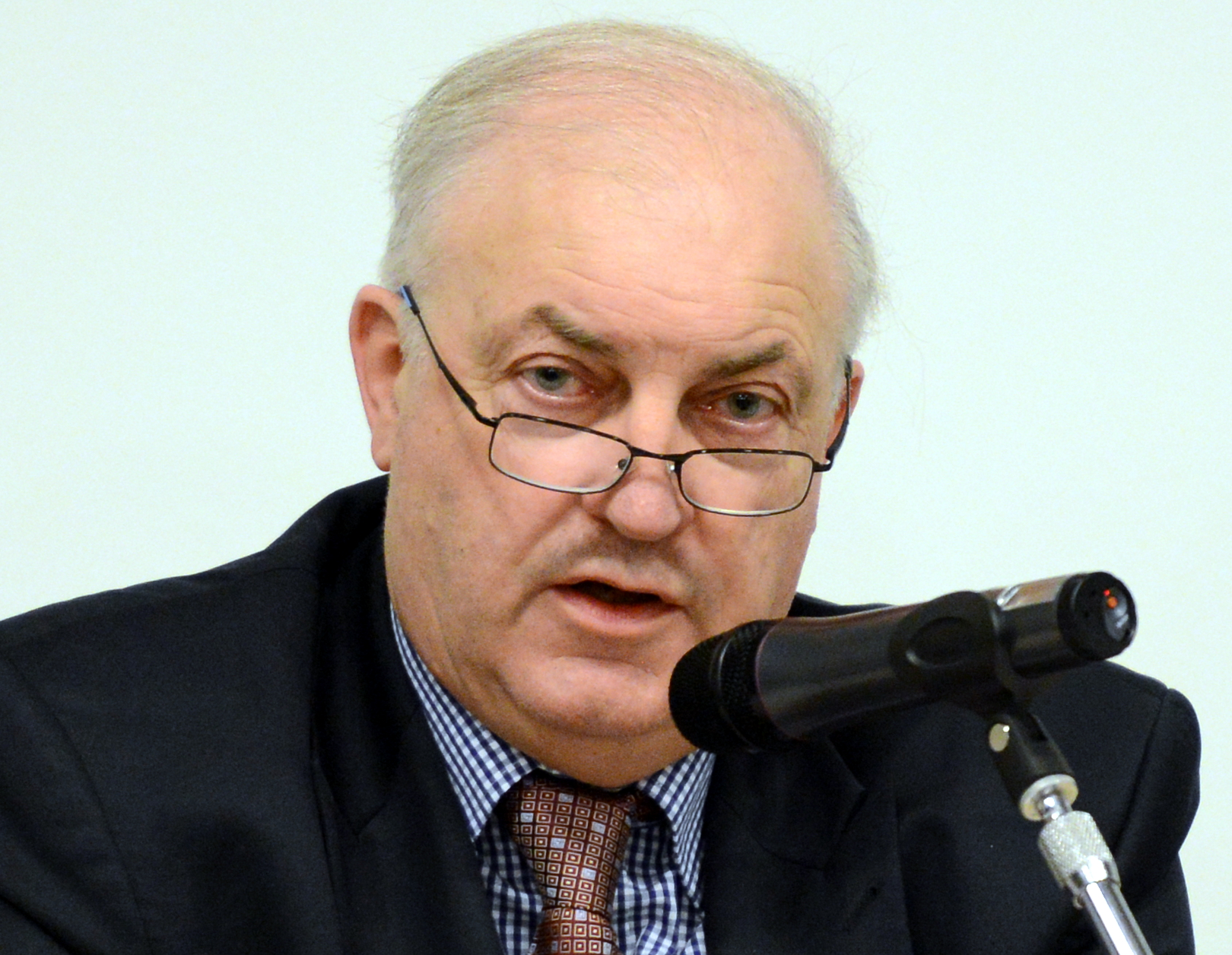
Charles Goerens (DP)
Christophe Hansen (CSV)
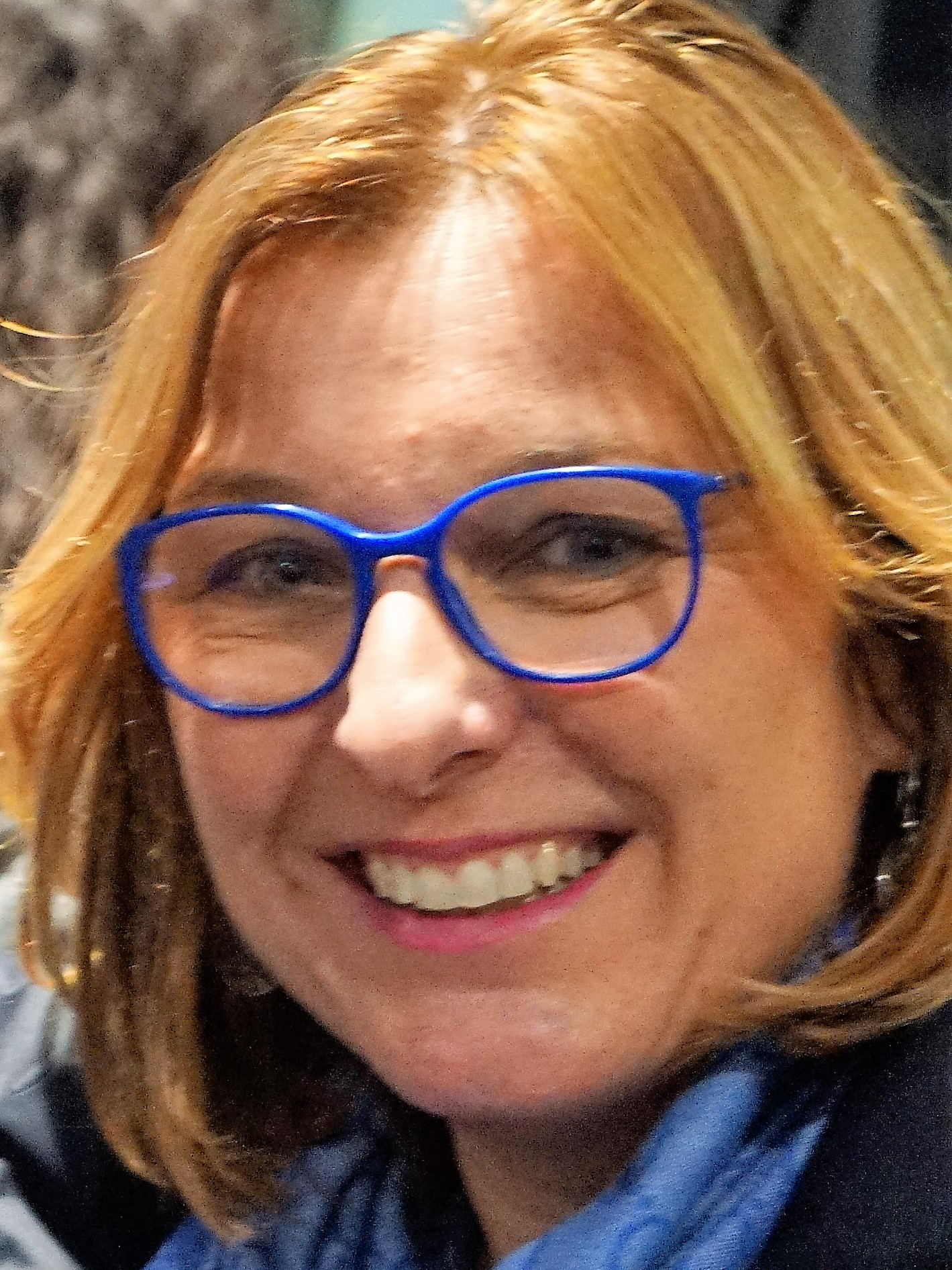
Tilly Metz (Gréng)
Monica Semedo (DP)
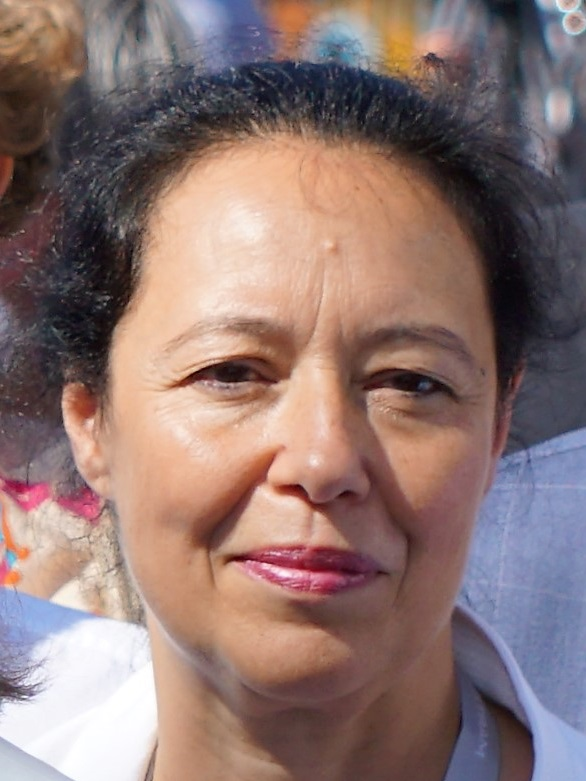
Isabel Wiseler-Lima (CSV)
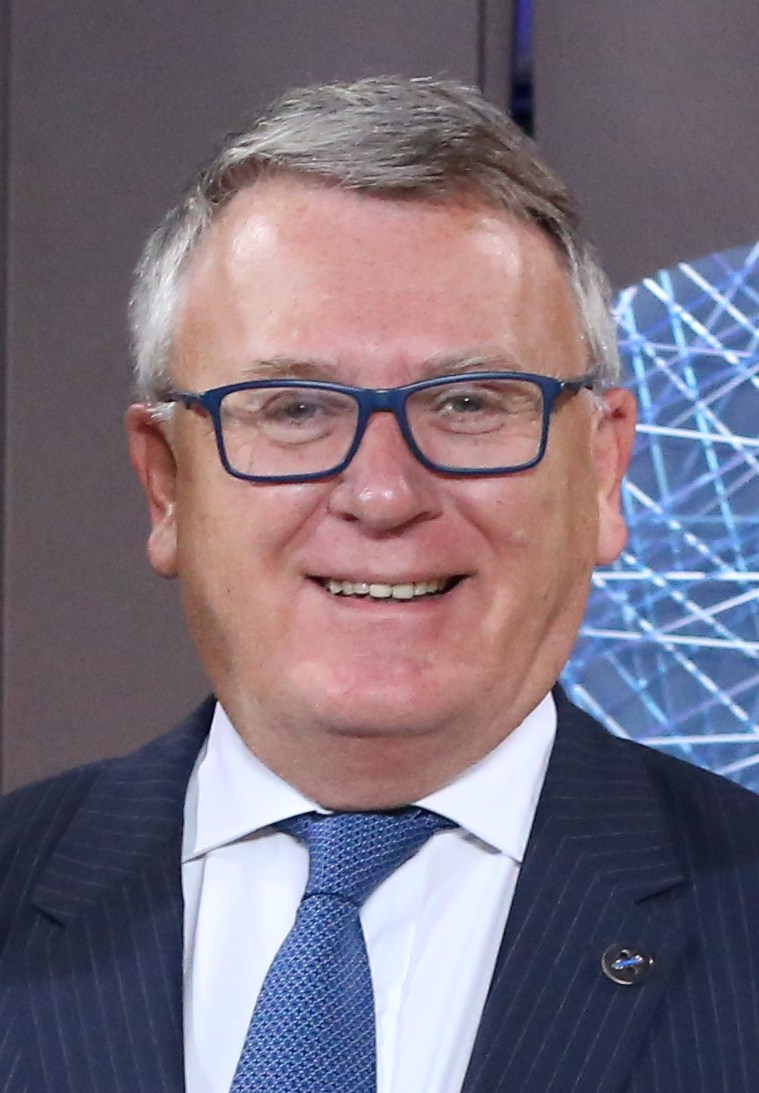
Nicolas Schmit (LSAP)